# 敖文禎
敖文禎（1545年—1602年），字嘉猷，號龍華，江西瑞州府高安縣人，民籍，明朝政治人物。

## 生平
江西鄉試第七名。萬曆五年（1577年）登丁丑科会试第二百十七名，三甲二十八名進士。選翰林院庶吉士。七年己卯授國史检讨，九年辛巳授翰林院编修詔直史馆，五月充内書堂教习。十一年癸未四月奉使岷藩，便道归省，遂乞假侍養，又丁父喪，家食八年。十九年辛卯除服，復原職。历少詹事，充經筵日講官。擢洗馬署司經局，分校禮闈，二十一年癸巳以病告歸。二十二年甲午起南京国子监祭酒，二十七年己亥詔拜詹事府少詹事，纂修玉牒兼侍读学士。二十八年拜禮部侍郎，掌国子监事，知貢舉，八月改掌翰林院事，教习庶吉士。三十年壬寅秋九月卒，贈礼部尚书。著有《薜荔山房藏稿》。

## 家族
曾祖父敖韶，貢士；祖父敖讜；父敖敦夫。母周氏；繼母鄒氏。具庆下。弟天禎。元配黄淑人，先公十有七年卒于家。子敖喆。